# Nec vi, nec clam, nec precario
L'espressione latina "Nec vi, nec clam, nec precario" (che tradotta letteralmente significa: "non con la violenza, non clandestinamente, non a titolo di precario") riassume le tre circostanze di acquisizione del possesso in presenza di una delle quali è negata al possessore la tutela interdittale.
Nel Diritto Romano, inoltre, la sussistenza dei suesposti requisiti era condizione necessaria ai fini dell'acquisto della proprietà per usucapio e successivamente dei lotti agris vectigalis, ossia le terre dell'Ager Publicus (letteralmente Terra Pubblica) nel momento in cui, a causa della necessità di monetizzare la proprietà immobiliare da parte dello Stato Romano, le terre fino allora collettivizzate e oggetto di elargizione ex autoritate a singoli, furono dichiarate suscettibili di acquisizione privata dietro corresponsione di prezzo (vectigal) a favore dell'Autorità. Privatizzazione che nel V secolo d.C. avrebbe costituito il fondamento giuridico del colonato, che a sua volta sarebbe divenuto il modello organizzativo ispiratore del Feudalesimo.